# فهرست شرکت‌کنندگان در گروه بیلدربرگ
فهرست زیر شامل افرادی است که در گذشته یا در زمان حال در گروه بیلدربرگ عضویت داشته و دارند. از این افراد، برخی از اعضای دائم گروه بیلدربرگ هستند و برخی تنها در زمانی خاص در همایش‌های سالیانه گروه بیلدربرگ به عنوان «مهمان» دعوت شده‌اند.

## اعضای خاندان‌های سلطنتی
- پرنس الکس، شاهزاده دانمارک
- پرنس فیلیپ همسر الیزابت دوم، ملکه بریتانیا و دوک ادینبورو
- پرنس فیلیپ، ولیعهد بلژیک
- شاهزاده اینفانتا کریستینا، دختر خوآن کارلوی پادشاه اسپانیا
- کارل گوستاو شانزدهم، پادشاه سوئد
- ملکه بئاتریکس هلند[۱]
- ملکه سوفیا، همسر خوآن کارلوس پادشاه اسپانیا
- هانس ادام دوم، شاهزاده لیختن اشتاین

## سیاست‌مداران

### انگلستان
- ادوارد هیث نخست‌وزیر اسبق بریتانیا
- تونی بلر نخست‌وزیر اسبق بریتانیا و میانجی کنونی گروه چهارجانبه صلح خاورمیانه معروف به «کورتیت» (از سال ۱۹۹۳ میلادی - تاکنون)
- جان میجر نخست‌وزیر اسبق بریتانیا
- جیمز کالاهان نخست‌وزیر اسبق بریتانیا
- گوردن براون نخست‌وزیر اسبق بریتانیا (از سال ۱۹۹۱ میلادی - تاکنون)
- مارگارت تاچر نخست‌وزیر اسبق بریتانیا
- هارولد ویلسون نخست‌وزیر اسبق بریتانیا

### فرانسه
- پی‌یر برگووی نخست‌وزیر اسبق جمهوری فرانسه
- دومینیک دو ویلپن نخست‌وزیر اسبق جمهوری فرانسه (سال ۲۰۰۳ میلادی)
- ژرژ پمپیدو نخست‌وزیر اسبق جمهوری فرانسه
- لوران فابیوس نخست‌وزیر اسبق جمهوری فرانسه
- لیونل ژوسپن نخست‌وزیر اسبق جمهوری فرانسه
- میشل روکار نخست‌وزیر اسبق جمهوری فرانسه
- والری ژیسکار دستن رئیس‌جمهور اسبق جمهوری فرانسه

### ایالات متحده آمریکا
- هنری کسینجر مشاور اسبق چندین رئیس جمهور آمریکا

### آلمان
- آنگلا مرکل صدراعظم کنونی آلمان (از سال ۲۰۰۵ میلادی - ۲۰۲۱ میلادی
- ریشارد فون وایتسکر، رئیس‌جمهور اسبق آلمان
- گرهارد شرودر، صدراعظم اسبق آلمان
- هلموت اشمیت، صدراعظم اسبق آلمان
- هلموت کوهل، صدراعظم اسبق آلمان